# Hôtel de préfecture des Alpes-de-Haute-Provence
L'hôtel de préfecture des Alpes-de-Haute-Provence est un bâtiment situé à Digne-les-Bains, en France. Il sert de préfecture au département des Alpes-de-Haute-Provence.

## Localisation
L'édifice est situé dans le département français des Alpes-de-Haute-Provence, sur la commune de Digne-les-Bains.